# Graves-Saint-Amant
Graves-Saint-Amant là một xã thuộc tỉnh Charente trong vùng Nouvelle-Aquitaine tây nam nước Pháp. Xã nay có độ cao trung bình 22 mét trên mực nước biển.